# Kalamainu'u
En la mitología Hawaiana, Kalamainu u' (ortografía alternativa Kalanimainu u') fue una diosa lagarto. 

## Mitos
Se dice de ella que engañó a su amante Puna-ai-koa'e a ir a su cueva donde ella lo mantendrá prisionero. Cuando Puna-ai-koa'e quería ir a surfear de nuevo, Kalamainu u' le dio su tabla de surf, pero le advirtió que no hablara con nadie. Él, sin embargo, habló con sus amigos, a los que les advirtió sobre la verdadera naturaleza de su amante. 
Cuando regresó a su cueva, vio su verdadera forma, pero no mostró ningún miedo, por lo que Kalamainu u' lo mató.